# Прання

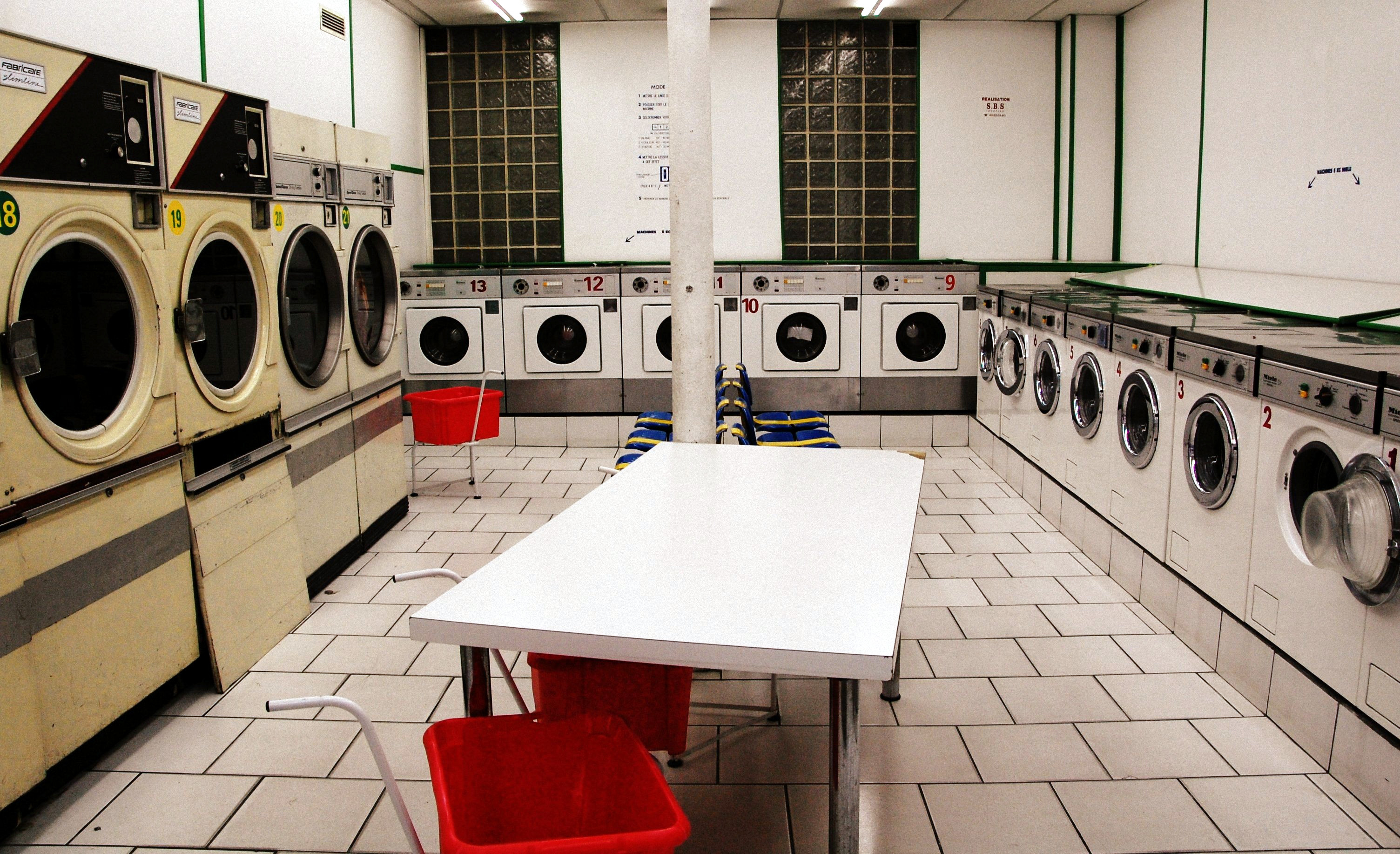
Пральня самообслуговування в Парижі

Прання́ — метод чищення текстильних виробів, який полягає у гідромеханічній обробці їх з використанням мила або мийного засобу, детергенту. Внаслідок цього водний розчин мийного засобу здатний відокремлювати забруднення від поверхні текстилю при гідромеханічній обробці, переводити їх у розчин і утримувати в ньому.
Прання може проводитись вручну, з використанням пральних машин, за допомогою ультразвуку.
Прання одягу та текстилю, як і омивання тіла, є невід'ємною частиною гігієни і здоров'я.

## Історія

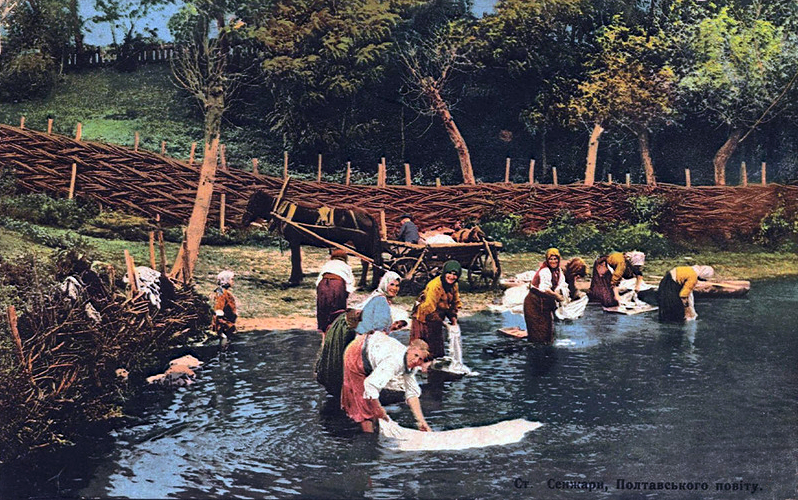
Пралі в селі Старі Санжари Полтавського повіту. Листівка кінця XIX ст. Фото Й. Х. Хмелевського

До поширення пральних машин прали вручну. Для цього вживали різні прилади — пральні дошки, праники (прачі), пральні товкачі. Прати могли прямо на березі водойми, часто для цих цілей робили поміст (в Україні такі містки відомі під назвою «кладка»). В інших випадках прали вдома, у приміщенні чи надворі — для цього застосовували цебра, балії, жлукта.
Прати могли й з допомогою власних ніг, але лише в теплу пору року.

### Зоління
Замість прального порошку широко вживалася лужна зола, розчином якої парили білизну у чанах, цебрах або в спеціальних дерев'яних ємностях — жлуктах. Це називалося «золінням». Для нагрівання води для високої температури в жлукті могли використовувати залізну колісну втулку, попередньо розжарену в печі. Після зоління білизну полоскали у воді.

## Процес прання
На результат чищення пранням вливають різні фактори: температура та твердість води, характер механічного впливу на поверхню, що очищається, характер забруднення, тип і структура текстилю (характер забрудненої поверхні), інтенсивність забруднення, тип мийного засобу і властивості поверхнево-активної речовини, концентрація мийного розчину і ін.
Для прання використовується вода оптимальної температури (вказується виробником одягу в інструкції). Поверхнево-активні речовини, що входять до складу мийного засобу, зменшують міжфазові напруги й кут змочування поверхонь волокон, на яких закріплені забруднювачі, перешкоджають їх ресорбції тощо. Ефективно очистити текстильні матеріали від забруднювачів можна при позитивній адсорбції молекул поверхнево-активних речовин на поверхнях волокон. При незначній концентрації мийних засобів і великій площі контакту забруднення з поверхнею подолати силу адгезії механічним способом (тертям, гідродинамічним ударом тощо) неможливо. З огляду на це, для більш ефективного прання сильно забруднених речей, виробники синтетичних мийних засобів рекомендують збільшувати витрати мийних засобів на цикл прання.

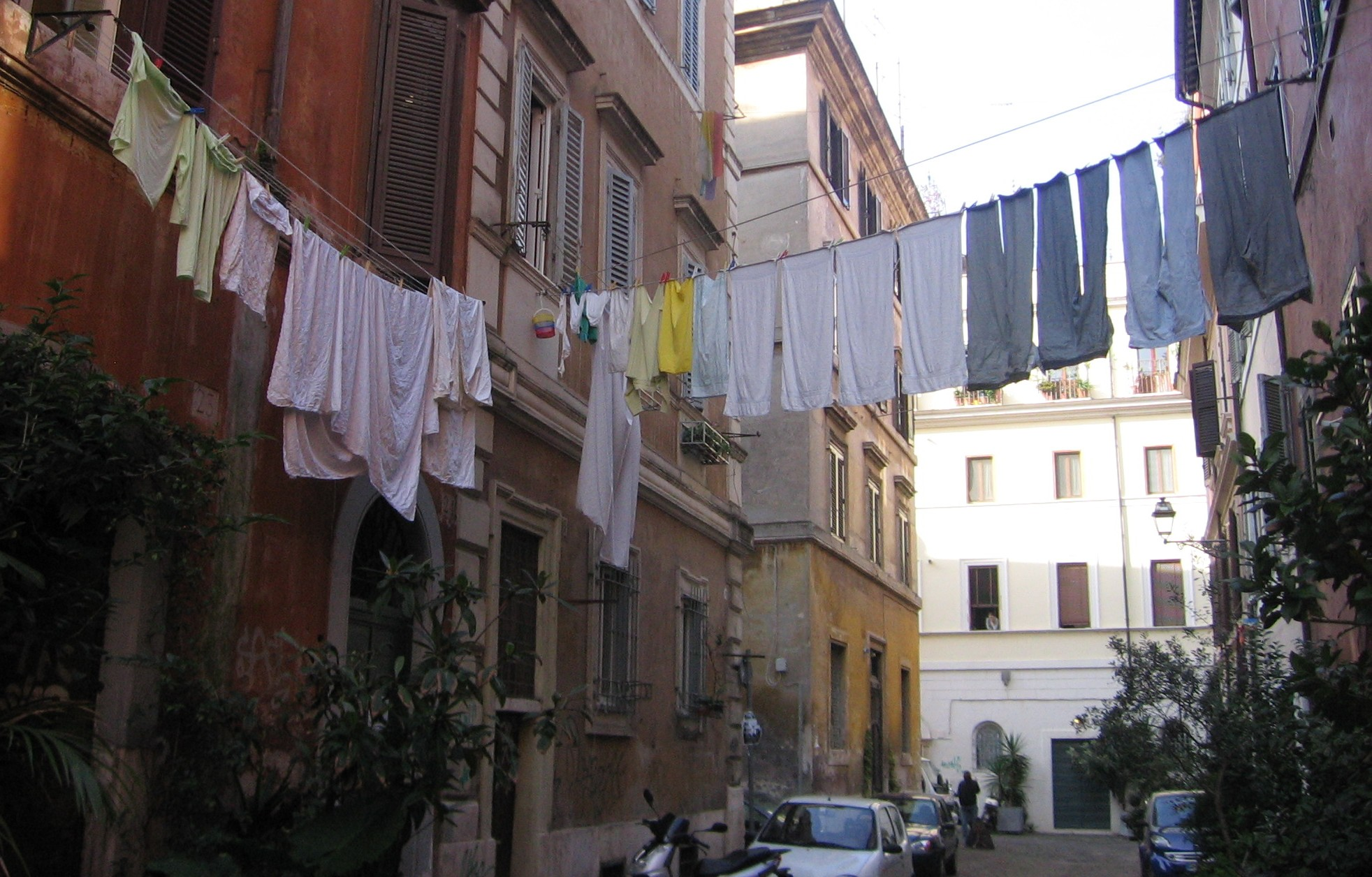
Випраний одяг, вивішений для сушіння на італійській вулиці

## Вплив прання на фізико-механічні показники текстилю
Тип і структура текстилю, а також обрана речовина для прання мають велике значення при впливі на блиск, гладкість, м'якість, колір, відтінок, міцність текстилю. Наприклад, міцність шерстяних, шовкових, штучних і змішаних тканин знижується при пранні в лужному середовищі. Мило ж краще відмиває забруднення якраз в лужній воді і підвищеній температурі.
У результаті багаторазового прання відбуваються зміни фізико-механічних показників текстилю. Так, у вибілених лляних столових тканинах різної щільності після багаторазового прання проходить зміна форми та лінійних розмірів, зміна поверхневої густини, зміна розривних характеристик, зміна розривного подовження, зміна стійкості до стирання тощо; можуть проходити структурні зміни натурально-колірної лляної тканини.
На етикетках текстильних виробів у вигляді піктограм виробником наносяться символи догляду за текстильними виробами, які стосуються прання, сушіння, хімічного чищення і прасування.

## Найпоширеніші помилки при пранні
Перебір з пральним засобом, відбілювачем чи кондиціонером є найпоширенішими помилками при пранні в домашніх умовах. Під час прання важливо, щоб не було надлишку прального засобу, адже це створює велику кількість піни, яка під час автоматичного циклу прання не видалиться з волокон в повному обсязі. В результаті ткнина покриється білими плямами. Надлишкова піна також затримує бруд у волокнах і погіршує якість прання.
Використання будь-якого хімічного відбілювача з часом позначається на якості тканини. Через його надлишок волокна втрачають пружність та міцність, а побічним ефектом хлору – є пожовтіння. 
Велика кількість доданого ополіскувача під час прання речей з мембрани, пуховиків, термобілизни, подушок та ковдр з натуральними наповнювачами значно погіршує теплоізоляційні властивості та адсорбційну здатність тканини.

## Завантаження пральної машини
Згідно з рекомендаціями виробників, оптимальним вважається завантаження барабану пральної машини-атомат на 2/3 для тканин з бавовни і льону, а для делікатних і тонких тканин - 1/2. У перевантаженому барабані зменшується якість прання, речі зазнають сильного механічного пошкодження внаслідок тертя, а термін служби пральної машини значно скорочується.